# سان جورج
سان جورج (به لاتین: San Jorge) یک منطقهٔ مسکونی در اروگوئه است که در بخش دورازنو واقع شده‌است. سان جورج ۵۰۲ نفر جمعیت دارد.